# Pierdomenico Baccalario
Pierdomenico Baccalario (Acqui Terme, Piemont, Itàlia, 1 de març de 1974) és un escriptor italià especialitzat en literatura juvenil, periodista i escenògraf. Col·labora amb la Scuola Normale Superiore de Pisa.
Ha conreat els gèneres de la novel·la històrica i fantàstica, escrivint diverses sèries de novel·les, com Els guardians del temps, que tracta diferents aventures ambientades en diferents èpoques històriques, o Ulysses Moore, sobre uns amics que viuen aventures en la cerca de portes màgiques a altres llocs. Va guanyar el premi Il Battello a vapore (El Vaixell de Vapor) en 1998 amb la novel·la La Strada del Guerriero. Entre les seves col·laboracions amb Alessandro Gatti es troba la sèrie de llibres protagonitzats pel cavaller Riccardo Cuor di Cardo. L'eroe di Rocca Fangosa.

## Obres traduïdes al català
Col·lecció La botiga Battibaleno:
1. Una maleta plena d'estrelles. La Galera 2012
2. La brúixola de somnis. La Galera 2013
3. El mapa dels portals. La Galera 2013
4. La lladre de miralls. La Galera 2014

Col·lecció Will Moogley, Agència de fantasmes:
1. Hotel de cinc espectres. La Galera 2010
2. Una família... de por! La Galera 2010
3. El fantasma del gratacel. La Galera 2010
4. Els fantasmes també tenen por. La Galera 2010
5. Un monstre per sorpresa. La Galera 2011
6. El rei de la por. La Galera 2011
7. Terror a can Tupper. La Galera 2011
8. La veritable història del capità Garfi. La Galera 2012

Col·lecció Ulysses Moore:
1. La nau del temps. La Galera 2014
2. Viatge als ports foscos. La Galera 2014
3. Els pirates dels mars imaginaris. La Galera 2015
4. L'illa dels rebels. La Galera 2015
5. Un embolic negre com el petroli. La Galera 2015